# Callum Tapping
Callum Tapping (Londra, 5 maggio 1993) è un calciatore scozzese, nato in Inghilterra, centrocampista dello Stenhousemuir.

## Caratteristiche tecniche
È un interno di centrocampo.

## Carriera

### Club
Ha giocato nella prima divisione scozzese.

### Nazionale
Ha giocato nelle nazionali giovanili scozzesi Under-19 ed Under-21.